# 刘澄甫
劉澄甫（1482年—？），字子靜，號山泉，山東壽光縣人。明代官員、詩人。

## 生平
治《書經》，行一，由國子生中式弘治十四年（1501年）辛酉科山東鄉試第四十三名舉人，年二十七歲中式正德三年（1508年）戊辰科會試第三十三名，第三甲第六十四名進士。授行人，五年四月充副使，册封沈府沁水王。七年五月擢拔為广西道御史。以監察御史巡視兩淮鹽政，十一年巡按山西宣大，本年十月升山西按察司佥事，又录大同打鱼王山及镇西南山庄坪等处功，升一级，十二年五月官至山西右参议，皆有善政。十三年十月被论劾，坐不謹冠帶閑住。辭歸後，加入海岱诗社，與冯裕、石存礼、陈经、蓝田、刘渊甫、黄卿、杨应奎等有唱和，时称海岱八子。更与蓝田結親家，長子刘士云娶藍田之女為妻。

## 著作
有《山泉集》。

## 家族
曾祖劉昺，封光禄大夫柱國太子太保户部尚書兼謹身殿大學士。祖劉珝，光禄大夫柱國太子太保户部尚書兼謹身殿大學士贈太保謚文和。父劉鈁，字南金，以荫補太學生，授禮部司务，歷官刑部员外郎、漢陽知府。前母王氏，贈宜人；母董氏（1462年-1532年），封宜人，累封恭人。具庆下，弟劉淵甫、涷甫。